# Wiktor Łebediew
Wiktor Łukjanowycz Łebediew, ukr. Віктор Лук'янович Лебедєв, ros. Виктор Лукьянович Лебедев, Wiktor Łukjanowicz Lebiediew (ur. ?, Ukraińska SRR) – ukraiński piłkarz i trener piłkarski.

## Kariera piłkarska
Występował w klubie Dynamo Czerniowce.

## Kariera trenerska
Po zakończeniu kariery piłkarza rozpoczął pracę szkoleniowca. W sezonie 1967 zmienił Mykołę Kuzniecowa na stanowisku kierownika Bukowyny Czerniowce, a w 1968 zdobył z zespołem z Czerniowiec pierwsze dla klubu medale - wicemistrzostwo Ukraińskiej SRR. Po awansowaniu do Drugiej grupy Klasy A Mistrzostw ZSRR objął w 1969 stanowisko dyrektora technicznego klubu, a głównym trenerem został mianowany Mychajło Mychałyna. W 1973 ponownie pracował w sztabie szkoleniowym Bukowyny Czerniowce.

## Sukcesy i odznaczenia

### Sukcesy trenerskie
Bukowyna Czerniowce
- wicemistrz Ukraińskiej SRR: 1968